# NGC 5081
NGC 5081 is een balkspiraalstelsel in het sterrenbeeld Hoofdhaar. Het hemelobject werd op 19 april 1865 ontdekt door de Duits-Deense astronoom Heinrich Louis d'Arrest.

## Synoniemen
- UGC 8366
- MCG 5-31-174
- ZWG 160.192
- ZWG 161.10
- KARA 581
- PGC 46427